# Dolina Asimmetrichnaja
Dolina Asimmetrichnaja (englische Transkription von russisch Долина Асимметричная Dolina Assimmetritschnaja, deutsch ‚Unsymmetrisches Tal‘) ist ein Tal im südlichen Teil der Prince Charles Mountains des ostantarktischen Mac-Robertson-Lands.
Russische Wissenschaftler benannten es deskriptiv.